# 葡萄君
葡萄君或稱葡萄爺爺（日语：グレープ，1996年4月16日－2017年10月12日）是日本埼玉縣南埼玉郡宮代町東武動物公園飼育的一隻秘鲁企鹅。葡萄君在日本動畫企劃《動物朋友》與動物園的合作活動中爆紅，因為其手臂上有紫色的識別環，在中文圈愛好者中亦被稱呼為紫環王。
企鵝屬於一夫一妻制，在此之前葡萄君原本有一個伴侶——小綠（ミドリ），在2007年葡萄君與小綠一起從羽村市動物公園遷移至東武動物公園的三年後，小綠更換了另一位伴侶——殿下君（デンカ），因此葡萄君開始獨處。在《動物朋友》活動中所擺放的虛擬企鵝角色「芙露露」（フルル）的立牌出現後，葡萄君每天日夜一直凝望虛擬角色芙露露的立牌或作出求愛行為，從此在網路上知名。此行為吸引了多數《動物朋友》的粉絲來「朝聖」，御宅族和相關企劃的人員也祝福這段「跨次元的戀情」，許多人也為此繪製了許多創作。2017年9月3日《動物朋友》與東武動物公園的合作結束後，芙露露的立牌也特地為此留下來。葡萄君於2017年10月12日14時30分去世。

## 生平
葡萄君於1996年4月16日在羽村市動物公園孵化，2007年遷入東武動物公園，企鵝屬於一夫一妻制，葡萄君原本有一個固定配偶小綠，2010年時配偶跟另一隻更年輕高大的企鵝殿下君結成伴侶並生下孩子。
這使得葡萄君經常獨處。2017年10月12日14時30分（UTC+9），年齡達21歲（換算人類約70-80歲）的葡萄君去世。

## 動畫開播與合作
《動物朋友》是一系列的企劃。此企劃匯集了許多萌擬人化野生動物——「動物女孩」的虛構動物園「傑帕力公園」為舞台，推出各類衍生作品。動畫開播之後人氣水漲船高，官方為此舉辦了一系列的合作活動，包括與日本多間動物園的合作企劃，其中一間是位置埼玉縣南埼玉郡宮代町的東武動物公園，園方在各動物園區內放置對應的動畫角色立牌，而放在企鵝館內的是企鵝角色「芙露露」的立牌。這個合作使東武動物公園入場人數上升，葡萄君的故事在網路與電視節目上播放之後東武動物公園的企鵝園區亦多了許多慕名前來的遊客。葡萄君事件在網路上爆紅後，葡萄君的搜尋數達到了以往之最，而且數量持續上升，相關周邊商品熱賣，園方估計人數增長了兩成，比去年同期多了約30萬，企鵝館的人數也翻漲了20倍。

## 葡萄君與芙露露
葡萄君被認為是「愛上二次元的企鵝」並成為2017年網路上的熱門話題。
活動開始後即有遊客發現葡萄君一直觀看著芙露露立牌，持續不吃不喝的隨時觀望芙露露立牌，後來有遊客發現葡萄君每天的任何時候都會看著芙露露，亦會對芙露露作出求偶行為，例如扇動雙翅、喙往前伸，在園方整理環境時將隔離葡萄君暫時隔離時也會看著芙露露。在泰利颱風來襲時，園方將立牌暫時移除時葡萄君亦會跟著立牌方向觀望並露出不捨的表情。園方亦會在Twitter和Niconico動畫上面發文和直播。5月20日，芙露露的聲優築田行子來觀看葡萄君，獲得園方許可抱起葡萄君拍照上傳Twitter。7月15日至9月3日的第二次活動結束之後，官方雖然宣布將會撤掉全部的角色立牌，但是將芙露露留了下來繼續陪伴葡萄君。
10月10日葡萄君開始不進食，11日時園方表示葡萄君身體不適暫時不展出，芙露露立牌也跟著葡萄君一起放置，築田行子給予祝福，經過靜養後葡萄君有所回復，但11日午夜11時左右病情又急轉直下，緊急掛點滴治療，12日14時30分宣告不治。園方表示兩周後公布死亡原因，原本預計一個月後舉辦的「秋之葡萄感謝祭」（秋のグレープ祭り）將變成葡萄君的喪禮。
10月14日東武動物公園擺設花台供民眾放花弔念，這個花台上擺著《動物朋友》人物設定吉崎觀音寄贈的插畫，插畫上的芙露露也有著象徵葡萄君的紫色臂環。在秋之葡萄感謝祭之後東武動物公園放置了新的動物朋友立牌，在原本放置芙露露立牌的地方也放置了新的立牌，描繪著芙露露和葡萄君站在一起的圖案，並在Twitter發表說芙露露和葡萄君會永遠在一起。
除了日本之外，包括英國的BBC與《每日郵報》、美國的《新聞週刊》與CBS、德國的《圖片報》在內的各家國際媒體也報導了葡萄君去世的消息。

## 圖集

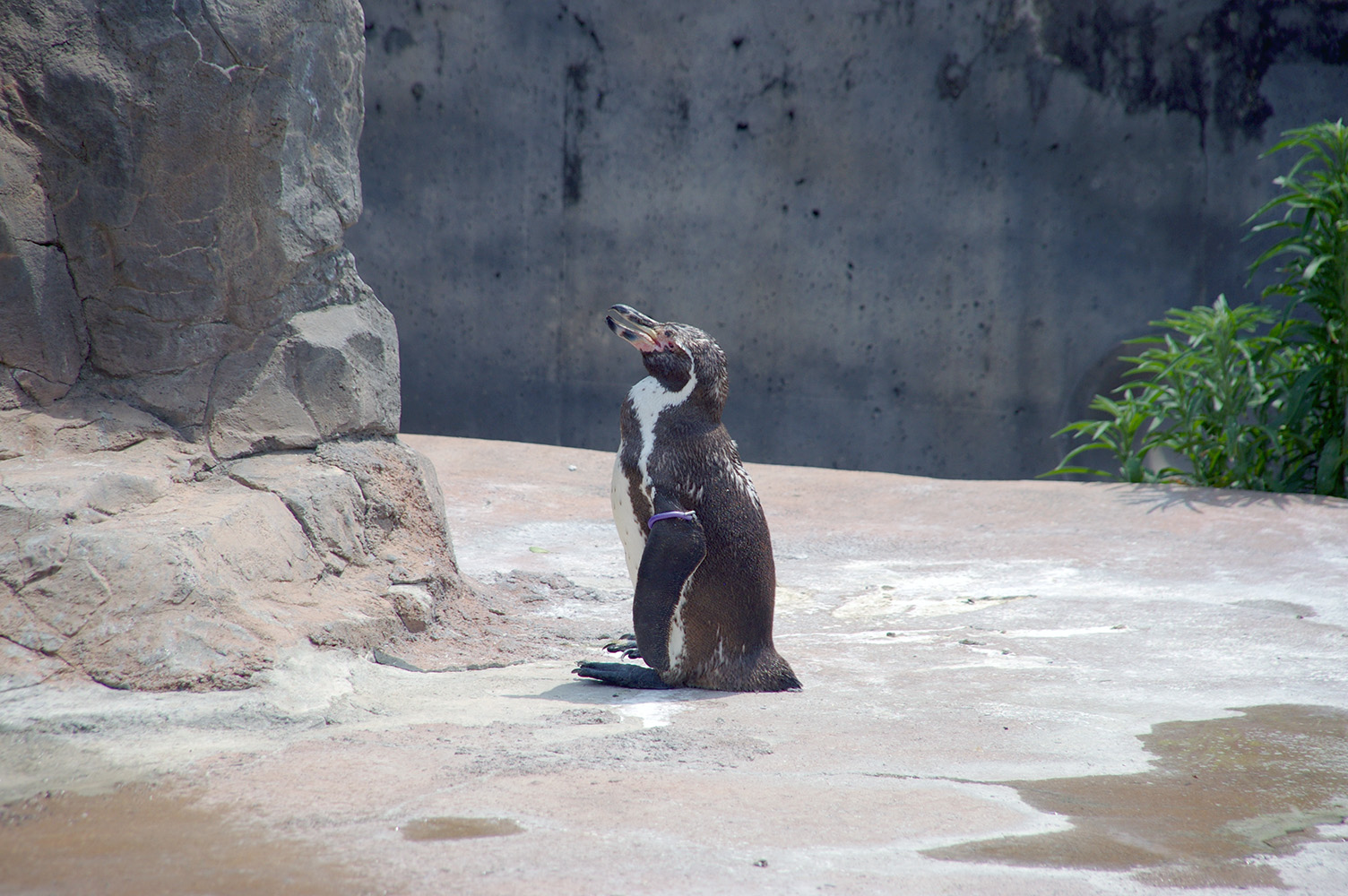
凝視著看板的葡萄君姿勢。
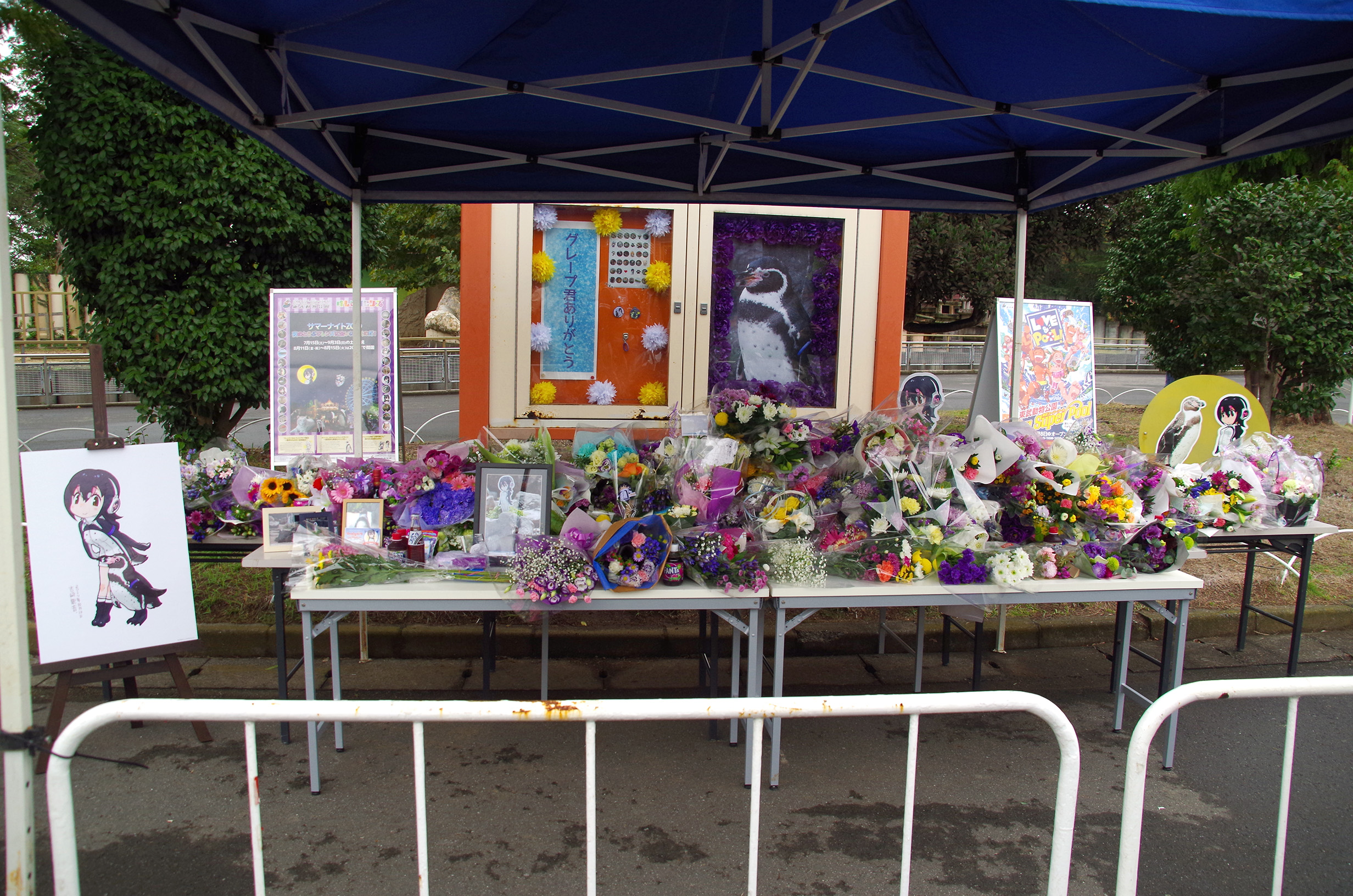
東武動物公園擺設花台供民眾放花弔念，上面有《動物朋友》人設吉崎觀音寄贈的插畫
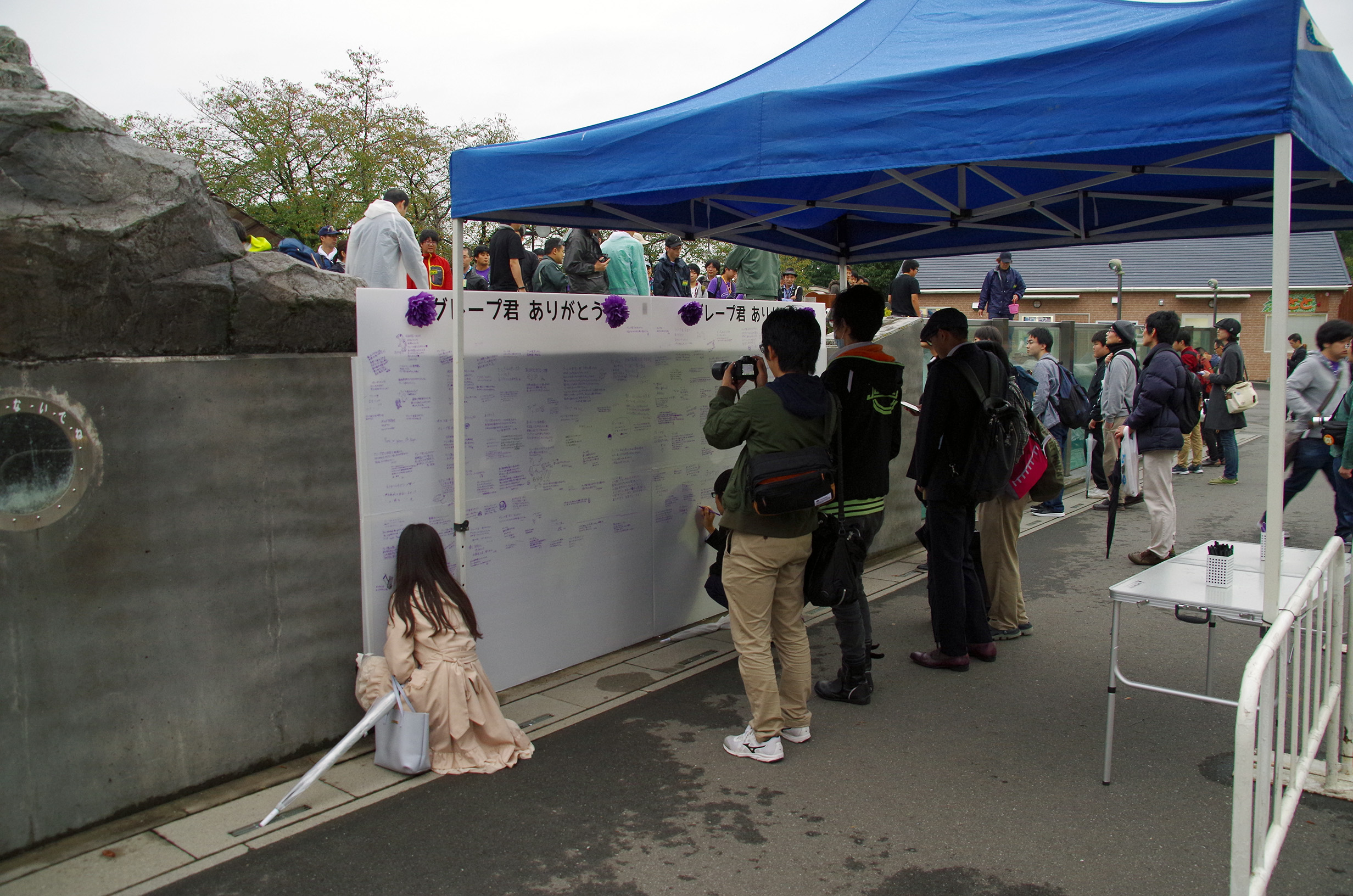
東武動物公園臨時設置的留言板